# 希吉利
49°49′53″N 23°25′34″E / 49.83139°N 23.42611°E
希吉利（烏克蘭語：Щиглі），是烏克蘭的村落，位於該國西部利沃夫州，由亞沃里夫區負責管轄，始建於1495年，面積0.16平方公里，海拔高度243米，2001年該村落人口92。